# Dhani Lennevald
John Dhani Lennevald, född 24 juli 1984 i Oscars församling, Stockholm, är en svensk popsångare och musikproducent. Han var sångare i A-Teens.

## Karriär

### A-Teens
1998 skrev Lennevald skivkontrakt med Stockholm Records (del av Universal Music) tillsammans med Sara, Marie och Amit. Tillsammans var de A-Teens. 1999 släppte de debutsingeln, en cover på Abba:s Mamma Mia, etta på svenska singellistan i åtta raka veckor.
År 2000 hade gruppens första album, The Abba Generation, sålt 4 miljoner exemplar, och de blev en av Sveriges internationellt framgångsrika grupper
Efter 6 år och över 9 miljoner sålda album gick A-Teens slutligen skilda vägar efter Greatest Hits-albumet och deras avslutningsturné i Sverige.
I den första deltävlingen av Melodifestivalen 2024 återförenades Lennevald med övriga medlemmar i A-teens och uppträdde inför publiken som mellanakt i tävlingen för att dels fira 50-års jubileet av ABBAs vinst i Melodifestivalen 1974, dels för att fira 25-års-jubileet av sitt eget bildande som grupp 1999. Detta var gruppens första officiella framträdande ihop sedan de splittrades 2006.

### Solokarriär
Sedan A-Teens splittrats efter 2004 valde Lennevald att gå in i studion för att skriva och spela in nya låtar. "Girl Talk" blev början på Lennevalds solokarriär. Skivbolaget menade att det inte spekulerats mycket om en solokarriär för Lennevald. Det mesta kring solokarriärerna var uppbyggt kring flickorna i gruppen.
Lennevald kom till skivbolaget med fem nya sånger, blott en och en halv vecka efter att turnén hade avslutats.
Ett nytt sound skapades, med hjälp av Peter Björklund, och första singel ut blev, "Girl Talk".
Videon till "Girl Talk", regisserad av Mikeadelica, spelades in en solig dag i Stockholm, i mitten av augusti. Även danska rapartisterna Nik & Jay var med i videon.
"Girl Talk" släpptes till radiostationerna den 12 augusti 2004, och fick mycket speltid i Sveriges stora radiokanaler, och singeln utkom den 15 september samma år, och nådde 20:e plats på den svenska singellistan, och belönades med en guldskiva veckan därpå.

### Let's Do It Again
2005 gick Lennevald och Universal Music skilda vägar. Samma år läckte ett låtklipp, "Let's Do It Again", ut på Internet och Lennevald framförde nya sånger i svensk TV.

## Diskografi
| Singelinformation |
| --- |
| Girl Talk - Släppt: 2004 - Låtskrivare: P. Björklund, J. Blees & K. Johnsson - Producent: P. Björklund & J. Blees - Regissör: Mikeadelica - Listplaceringar: Sverige: 20 |

## Privatliv
2007 meddelades att Lennevald var tillsammans med den tidigare fotomodellen Natacha Peyre. 2008 flyttade paret från Stockholm till Los Angeles.

### Fotnoter
1. ↑  Sveriges befolkning
2000:
Lennevald, John Dhani
(1984-07-24)
Försäkringskassan, uttag avseende 20001231 (2014)
2. ↑  IFPI Certifieringar 2004
3. ↑  ”Listplacering”. http://swedishcharts.com/showitem.asp?interpret=Dhani&titel=Girl+Talk&cat=s. Läst 3 april 2012.
4. ↑  Sofia Persson (1 oktober 2007-). ”Förhållandet med Dhani skulle förstöras”. www.expressen.se. Arkiverad från originalet den 2 juni 2009. https://web.archive.org/web/20090602092518/http://www.expressen.se/noje/1.861969/forhallandet-med-dhani-skulle-forstoras. Läst 10 april 2010-.
5. ↑  ”Natacha Peyre prövar lyckan i LA”. Upsala Nya Tidning. 9 september 2008. Arkiverad från originalet den 27 september 2011. https://web.archive.org/web/20110927114251/http://www.unt.se/startsidan/natacha-peyre-proumlvar-lyckan-i-la-229310-default.aspx. Läst 10 april 2010.